# 煙突男

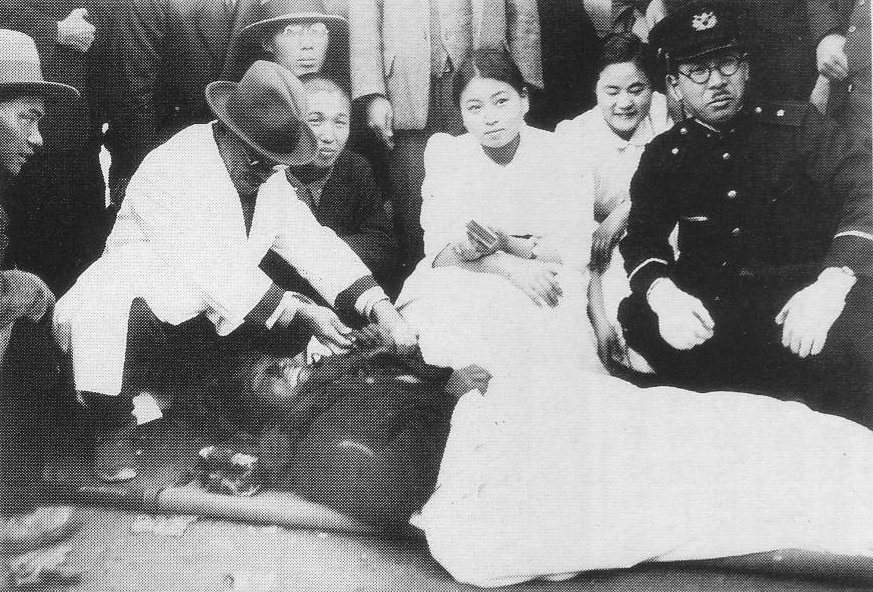
富士瓦斯紡績川崎工場の煙突から降りたあと、医師の診察を受ける「煙突男」田辺潔

煙突男（えんとつおとこ）は、1930年（昭和5年）に神奈川県川崎市（現：川崎区域）の紡績工場の労働争議の際に、争議の支援活動として工場の煙突に登り、そのまま6日間にわたって居座る事件を起こした人物（田辺潔、1903 - 1933）につけられたあだ名。
1930年の事件以降も同様の事件が複数発生しており、それらの当事者についても煙突男と呼ばれる場合がある。
以下、川崎の事件の経過と、田辺の経歴について説明する。

## 発端
1930年当時の日本は世界恐慌の渦中にあり、多くの労働者が解雇され、それに反対する労働争議も多発していた。富士瓦斯紡績川崎工場でも6月に最初の解雇通告がなされ、これに対して労働組合が争議団を結成して会社と交渉に当たり、調停を得て一度は妥結する。しかし、9月になって会社側は減俸や手当の減額を通告した。再び争議が起きるが、労農党系の組合が途中から単独のサボタージュ闘争に転じた。これに対して会社側はサボタージュした従業員の除名を通知するなど強硬な姿勢を取り、争議団は資金難に陥って闘争は難航していた。
その最中の1930年11月16日の午前5時頃、川崎工場の煙突に一人の若い男性が登った。この煙突は排出口付近の周囲に足場があり、ここに彼は陣取って頂上の避雷針に赤旗を結びつけ、小旗を振りながら争議を扇動する演説をおこなった。男性は5日分の食料を持ち、長期滞在を見込んでいた。

## 経過
この日は日曜日ながら工場は仕業日で、この人物の出現に一時騒然となったが、警官が警戒する中で平常通り操業はおこなわれた。しかし、居合わせた争議団員は警察に検束された。
男性は睡眠時は油紙と外套をかぶり、起きているときは折を見て演説や軽口を繰り返した。1日半が経過した11月17日の夜には警察が見守る中で、争議団と男性が会話を交わす。煙突からの煙で男性の顔や旗は真っ黒になった。彼の出現は17日の各新聞で報じられたことから、野次馬も集まり始め、会社側は周囲に電灯を急遽増設した。
争議団と警察が協議し、18日の朝に争議団代表が水や食糧を持って煙突に上り、男性に下りるよう説得したが、不調に終わる。このとき、争議団からの説得により食料を受け取るのと引き替えに、男性は避雷針にくくりつけていた赤旗をはずしている。警察は18日夕方に争議団が申し出た再度の食料補給を拒否。会社側は男性の説得に成功した者に報奨金を出すと表明したため、19日には失業者数名が煙突に上ることを申し出たりした。この間、警察と会社側は彼を実力で地上に下ろす方法を検討したりしたが妙案は出なかった。一方、11月21日午後には中国地方でおこなわれた陸軍特別大演習の視察から東京に戻る昭和天皇の乗ったお召し列車が近くの東海道本線を通過する予定となっていた。男性は取りはずしたとはいえまだ赤旗を持っており、警察は通過時にそれが掲げられて列車に乗る天皇から見えることを恐れていた。
19日の夜7時頃、時事新報の加藤重六という新聞記者が煙突にある梯子を上り、25分にわたって男性と会見した。男性は鎌倉町鵠沼に住む田辺潔（たなべきよし）と名乗り、防寒用に記者からチョッキを借り受けた。このとき男性は「解決するまで決して下りない」と答えている。この会見内容は翌日の時事新報に掲載され、男性の名前が明らかにされた。
20日に再度争議団関係者が煙突に上るが、男性は改めて争議の完全解決を要求してなお滞在を続けた。その日の午後、男性の実兄である社会学者の田辺寿利（当時日本大学講師）がもう一人の兄とともに現場に赴いた。寿利が事件解決後に雑誌『中央公論』に寄稿した文章によると、声で男性が弟であると確認した寿利は川崎警察署長と面談し、今回の行為が（お召し列車が通過しても）不敬行為に当たらないことを確認したのち、弟の生命の保障を署長に依頼した。そのうえで争議の解決と、弟の生命の問題を切り離して、後者について署長・工場長・争議団責任者での会談を開くことを提案する。この提案は署長の同意を得、寿利は工場長と争議団を説得してそれぞれ同意を取り付けた上で夜11時に署長に開催を求めたが「必要を認めない」と拒絶されてしまったという。警察は会社側に争議解決を働きかける方針に転じた。21日の未明に東京から労農党本部の関係者が争議の支援に訪れ、警察側は彼らを検束せずに会社側との交渉に当たらせた。
滞在は5日を超え、6日目となる21日には近隣の川崎大師の縁日と重なり、群衆は1万人近くに上った。この日、正午から川崎警察署長が会社と争議団の調停に入った。争議者への一時金（解雇者への解雇手当・予告手当を含む）の支給、除名者の復職と給与の支給、社宅や寮に居住していた解雇者への移転料の支給を内容とする覚書が取り交わされて午後1時半頃に争議は妥結した。妥結が伝えられると男性は午後3時22分に地上に下り立ち、ただちに工場付属の病院に入院した。滞在時間は130時間22分であった。下りた直後に男性は「今日まで寒さと風のため苦しめられたが，目的が貫徹すればいいとそればかり考えていた。大便はまだ一度もしない。争議が長引けば1か月位はかかるものと覚悟していた。昨夜の風雨はからだのしんまでしみたような気がして苦しかった。然しあれだけの群衆が我々の闘争を応援して呉れたことを思うと誠に感謝に堪えない」と述べている。お召し列車は予定通りに通過した。

## 男性の素性とその後
田辺潔は1903年1月2日、北海道釧路市に生まれた。旧制第一横浜中学校（現・神奈川県立希望ヶ丘高等学校）在学中に結核に罹患して中退。その後結核は治癒したが、以後は進学せずに鵠沼の寿利の家で独学ののち、さまざまな職業を転々とする。寿利の文章によると、ある日潔は労働運動に身を投じることを寿利に告げたが、寿利が「おまえはインテリだからその資格がない」と諭すと、「まず労働者になる」と返答して出奔したという。1927年には横浜市電気局（横浜市電）の信号手となったが、翌年に争議に参加して解雇され、それ以降は活動家となり、事件当時は労農党中央執行委員で川崎市会議員の糸川二一郎に寄食しながら労働運動に携わっていた。したがって、富士瓦斯紡績の従業員ではなかった。
潔が煙突に上るに至った経緯については、争議解決のために借財までして奔走する糸川の姿を見た潔が自ら発案したとする説と、別の労農党中央執行委員が争議の応援演説で「高いあの煙突の上にあがって”下りろ”というまで下りないでおったら，必ずこの争議は勝てる。そんな勇気のあるやつはいるか」という言葉に応えたという2つの説が伝えられている。いずれにせよ、潔は労農党の争議支援活動の一環として煙突に上ったことには違いがない。
潔は退院後の11月28日に住居侵入罪で検束され、1931年2月に懲役3年・執行猶予3年の判決を受けた。釈放後は労農党の演説会で弁士として活動したりしたが、やがて労農党から離れて日本共産党系の日本労働組合全国協議会（全協）にかかわって活動をしていたという。
富士瓦斯紡績争議から約2年後の1932年末に行方不明となり、1933年2月14日朝、横浜市中区の山下公園の堀から遺体となって発見された。事故死として報じられたが、当時の共産党機関紙「赤旗」第122号（1933年2月28日）は、潔が1月に伊勢佐木警察署に逮捕された後、拷問を受けて「虐殺された」と伝えている。
争議の舞台となった富士瓦斯紡績川崎工場は、1939年に東京電気（現・東芝）に売却ののち、太平洋戦争中の川崎大空襲で焼失し、跡地は川崎競馬場になっている。

## 煙突男を取り上げた作品
- 歴史への招待「おれは天下の煙突男」（1981年放送、NHK総合テレビ）
- 下村湖人「百足虫の悲哀」『青年の思索のために』新潮文庫、1955年に収録
- 和田庸子（脚本）『おーい!煙突男よ』（戯曲）2007年初演、2022年に川崎郷土・市民劇としてリメイク上演[13]。